# Luis Mariano Montemayor
Luis Mariano Montemayor (Buenos Aires, 16 de març de 1956) és un prelat i diplomàtic argentí, nunci apostòlic en diversos països d'Àfrica.

## Biografia
És fill d'Enrique Pedro Montemayor (vers 1930-2013), oficial de la marina argentina. Ell i la seva família han estat amenaçats i han estat vivint sota protecció policial al passat.
Fou alumne del seminari de Villa Devoto, on es va llicenciar en teologia canònica. Fou ordenat sacerdot el 15 de novembre de 1985 pel cardenal Juan Carlos Aramburu, arquebisbe de Buenos Aires i incardinat a l'arxidiòcesi de Buenos Aires, va exercir el seu ministeri en el barri d'Almagro a la parròquia de Santa María de Almagro. Continuà els seus estudis a Roma, i en setembre de 1987 entrà com alumne a l'Acadèmia Pontifícia Eclesiàstica, on |Leonardo Sandri ha estat el seu únic predecessor argentí i es doctorà en dret canònic en maig de 1991 a la Pontifícia Universitat Gregoriana. Al servei diplomàtic de la Santa Seu des de l'1 de juliol de 1991, ha ocupat successivament càrrecs a les representacions diplomàtiques de la Santa Seu a Etiòpia (1991-1993), Brasil (1993-1997) i Thailàndia (1997-2000), després a la Secretaria d'Estat de la Santa Seu a partir d'agost de 2000, on s'ocupà particularment dels països d'Àsia meridional i Àsia oriental.
El seu nom va aparèixer en un extracte de cable diplomàtic de gener de 2002 revelat per Wikileaks escrit per l'ambaixador dels EUA la Santa Seu,  Jim Nicholson. Hi apareix com un fort defensor de la invasió de l'Afganistan pels Estats Units que va enderrocar l'Emirat Islàmic de l'Afganistan, i que fins i tot un diplomàtic rus es va sorprendre per la manca de compassió del prelat envers els detinguts de Guantánamo.
El 13 de juny de 2002 fou nomenat prelat d'honor de Sa Santedat pel papa Joan Pau II.

## Nunci apostòlic
El 6 de juny de 2008 fou nomenat arquebisbe de la diòcesi titular d'Illici i és promogut als càrrecs de nunci apostòlic al Senegal i Cap Verd i delegat apostòlic a Mauritània. Fou consagrat bisbe el 76 d'agost a la catedral de Buenos Aires per Dominique Mamberti, el secretari per les relacions amb els Estats, assistit pel cardenal Jorge Mario Bergoglio, aleshores arquebisbe de Buenos Aires i d'Eduardo Maria Taussig, arquebisbe de San Rafael. Com el seu predecessor, fou nomenat nunci a Guinea Bissau el 17 de setembre de 2008,. El 22 de juny 2015 va ser traslladat a la nunciatura de la República Democràtica del Congo.